# 広井女王
広井女王（ひろいじょおう、生年不詳 - 貞観元年10月23日（859年11月21日））は、平安時代前期の女官。天武天皇の皇子・長親王の後裔で、従五位上・雄河王の娘。従三位・尚侍。催馬楽の名手であった。

## 経歴
天長8年（831年）従五位下、尚膳となる。嘉祥3年（850年）従四位上、権典侍となる。仁寿4年（854年）従三位。天安3年（859年）、尚侍となる。同年10月薨去。ときに80余歳。薨伝には「少くして徳操を修め、挙動礼あり。歌を能くするを以て称せられ、特に催馬楽歌を善くする。諸大夫及び少年好事の者、多く就きて之を習ふ」とある。
また、『和琴血脈』においては、広井女王は嵯峨天皇より伝授され、広井女王から仁明天皇と源信へと伝授されている。『河海抄』においては、嵯峨天皇から広井女王へ和琴の曲が伝授され、一時中絶した後、慈賀善門から仁明天皇と源信に伝承されている。
- 系譜

天武天皇 ― 長親王 ― 栗栖王 ― 長田王 ― 広川王 ― 雄河王 ― 広井女王